# Облапська сільська рада
Облапська сільська рада — адміністративно-територіальна одиниця у Ковельському районі Волинської області з центром у селі Облапи.

## Населені пункти
Сільській раді підпорядковані населені пункти:
- с. Облапи
- с. Мислина

## Склад ради
Сільська рада складається з 14 депутатів та голови. Склад ради: 8 депутатів (57.1 %) — самовисуванці, 4 депутати (28.6 %) — від Народної партії та ще двоє депутатів (14.3 %) від Народного Руху України.

## Керівний склад сільської ради
| ПІБ                     | Основні відомості                                   | Дата обрання | Дата звільнення |
| ----------------------- | --------------------------------------------------- | ------------ | --------------- |
| Демчук Любов Миколаївна | Сільський голова, 1957 року народження, освіта      | 26.03.2006   | 31.10.2010      |
| Демчук Любов Миколаївна | Сільський голова, 1957 року народження, освіта вища | 31.10.2010   |                 |

Примітка: таблиця складена за даними джерела

## Населення
Населення сільської ради згідно з переписом населення 2001 року становить 958 осіб. 
| Населенні пункти  | 2001 рік | 1989 рік |
| ----------------- | -------- | -------- |
| Мислина           | 42       | 50       |
| Облапи            | 916      | 2000     |
| Сукупне населення | 958      | 2,050    |

### Мова
Розподіл населення за рідною мовою за даними перепису 2001 року був наступним:
| Мова       | Відсоток |
| ---------- | -------- |
| українська | 98,96 %  |
| російська  | 0,94 %   |
| білоруська | 0,10 %   |

## Географія
Сільська рада знаходиться в північно-західній частині Ковельського району та межує з Старовижівським районом.
Вся територія сільради належить до басейну річки Турія, зокрема невелика південна частина — до її правої притоки — річки Рудка
Через село Мислина та біля села Облапи проходить автошлях європейського значення E85, що з'єднує Егейське та Балтійське моря, в межах України траса має назву М19, ділянка Ковель—Ратне.